# Atos 1
Atos 1 é o primeiro capítulo dos Atos dos Apóstolos, de autoria de Lucas, o Evangelista, no Novo Testamento da Bíblia. Ele relata os eventos da Ascensão de Jesus antes do Pentecostes. O livro dos Atos é anônimo, mas uma antiga tradição cristã identifica Lucas como o autor.

## Manuscritos
Atos 1 foi originalmente escrito em grego koiné e dividido em 26 versículos. Alguns dos manuscritos que contém este capítulo ou trechos dele são:
- Papiro 56 (século V ou VI)
- Codex Vaticanus (325–350)
- Codex Sinaiticus (330–360)
- Codex Bezae (c. 400)
- Codex Alexandrinus (ca. 400–440)
- Codex Ephraemi Rescriptus (ca. 450; sobreviventes: versículos 3–26)
- Codex Laudianus (ca. 550)

## Estrutura
A Tradução Brasileira da Bíblia organiza este capítulo da seguinte maneira:
- Atos 1:1-5 - Prefácio
- Atos 1:6-11 - A ascensão de Jesus
- Atos 1:12-14 - Os apóstolos em Jerusalém
- Atos 1:15-26 - A escolha de Matias

## Temas principais

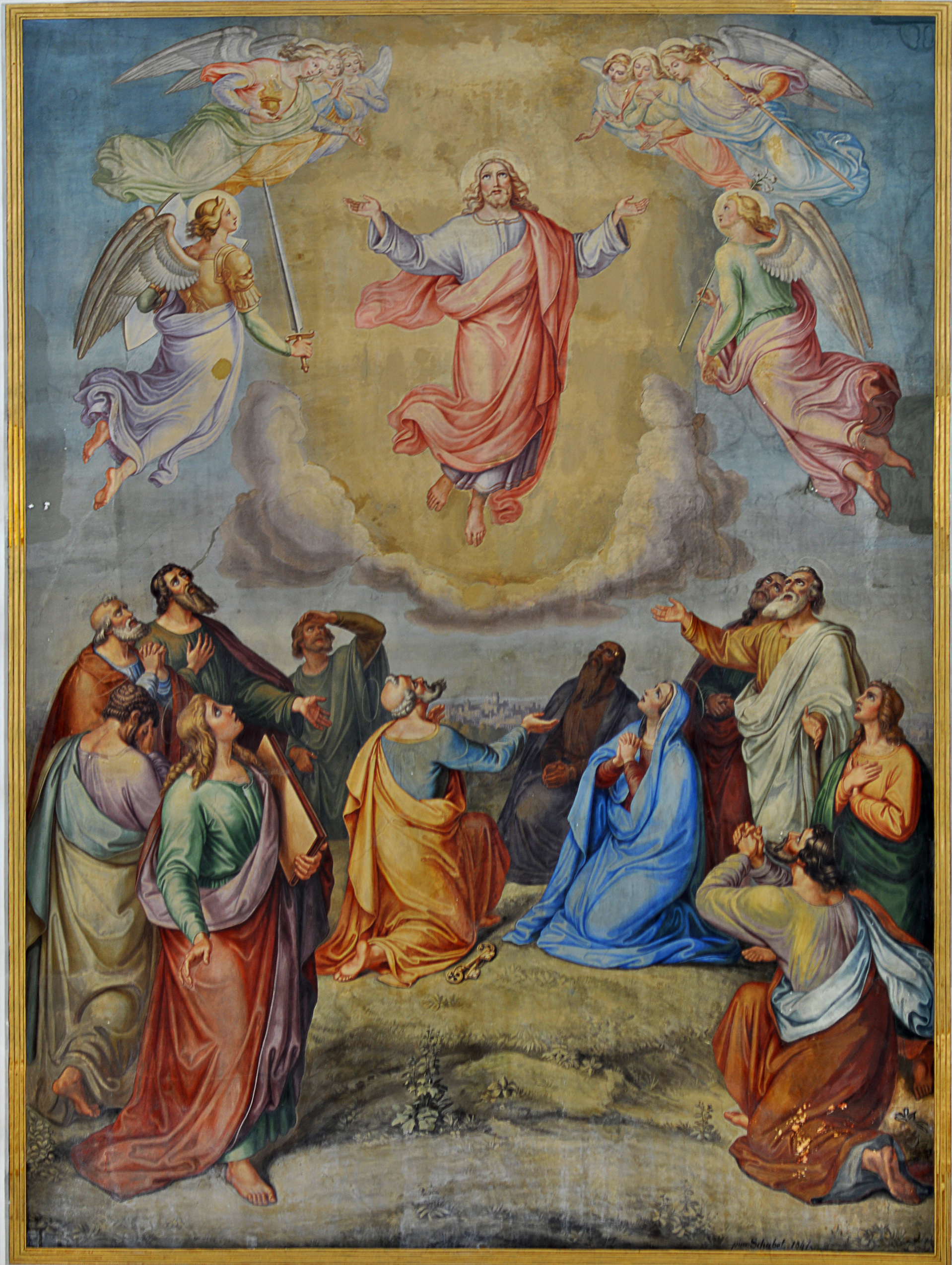
A Ascensão de Jesus é o evento central de Atos 1.
Afresco na Stiftskirche de Hechingen, na Alemanha.

Este capítulo pode ser dividido em cinco partes bem distintas, alguns fazendo referências a outros trechos do Novo Testamento.

### Prólogo e a Ascensão
Atos 1:1–3 é um prólogo de todo o livro dos Atos dos Apóstolos no qual o autor identifica Teófilo como destinatário do relato. Em Atos 1:4–8, Jesus ressuscitado acalma seus discípulos e promete o envio do Espírito Santo para que eles sejam «testemunhas tanto em Jerusalém, como em toda a Judeia e Samaria, e até as extremidades da terra.» (Atos 1:8). 
Logo depois, Jesus ascende aos céus e dois "varões vestidos de branco" prometem que um dia ele voltará. Este evento é citado também em Lucas 24:50–53.

### Em Jerusalém
Os onze apóstolos em seguida retornam para Jerusalém e se reúnem no no cenáculo, que fica no Monte das Oliveiras (Atos 1:12–14). Estavam ali também «as mulheres e com Maria, mãe de Jesus, e com os irmãos dele.» (Atos 1:14) O restante do relato (Atos 1:15–26) é tomado pela decisão dos discípulos de substituírem o traidor Judas Iscariotes — que, segundo o autor, «precipitou-se de cabeça para baixo, arrebentou pelo meio, e todas as suas entranhas se derramaram» (Atos 1:18) num local chamado "Campo de Sangue". Depois de citar o livro dos Salmos (uma referência a Salmos 69:25 e Salmos 109:8), dois candidatos se apresentam: José Barsabás e Matias. No sorteio que seguiu às orações, Matias foi o escolhido.